# Wladimiro Dorigo
Wladimiro Dorigo (Venezia, 26 giugno 1927 – Venezia, 1º luglio 2006) è stato uno storico e politico italiano.

## Biografia
Nasce a Venezia nel 1927. Molto giovane aderisce alle brigate SAP cittadine veneziane, un movimento partigiano attivo tra il 1943 e il 1945. Figlio di un ferroviere socialista, invalido sin dalla giovane età per silicosi, mantiene la famiglia grazie alle sue doti di ritrattista. Durante il periodo della Resistenza aderisce alla Democrazia Cristiana. La sua memoria vive indelebile del sacrificio di compagni di lotta e di fede più anziani, andati a morire in montagna, come Guido Bellemo.
Dopo la guerra, durante gli anni della sua formazione universitaria, Dorigo porta avanti, parallelamente, il suo impegno come credente nell'associazionismo ecclesiale. Come dirigente dell'Azione Cattolica, è impegnato a livello nazionale presso la Presidenza nazionale della GIAC a Roma, come caporedattore del periodico Gioventù, giornale ufficiale dei giovani dell'Azione Cattolica. Nel 1954, da poco laureatosi presso l'Università degli Studi di Padova, insieme all'intera presidenza della Gioventù italiana di Azione Cattolica (tra cui Carlo Carretto e don Arturo Paoli) e a tanti responsabili diocesani in Italia, si dimette dall'incarico, in aperta polemica con il Vaticano per le dimissioni forzate del presidente nazionale del ramo giovanile, Mario Vittorio Rossi (1925-1976), accusato di "pericolose tendenze dottrinali", per l'opposizione del gruppo dirigente nazionale della GIAC al tentativo di alleanza della DC con l'MSI per le elezioni comunali di Roma.
Dopo l'esperienza romana, torna a Venezia e si impegna politicamente nelle file della sinistra DC veneziana, dove dirige il settimanale ufficiale del partito, Il Popolo Veneto, controllato dalla corrente della "Sinistra di base", in conflitto con la linea ufficiale di Amintore Fanfani. Il motivo principale del dissenso era il tentativo di dialogo politico e sociale tra forze cattoliche e forze socialiste, osteggiato dalla Santa Sede per mano del presidente nazionale dell'AC Luigi Gedda. L'alleanza locale tra democristiani e socialisti nel 1956, soprannominata "Formula Venezia", viene sconfessata dalla direzione nazionale della DC e fortemente avversata dalla Curia romana, che impone all'allora patriarca Angelo Roncalli di intervenire per far cessare ogni azione in tal senso.
Dorigo, minacciato di scomunica dalla Curia veneziana, si dimette nel febbraio 1958 dalla direzione del giornale, e successivamente da tutte le cariche di partito e dall'incarico di assessore all'urbanistica (è lui a rinumerare di persona i numeri civici di tutte le case della Venezia insulare). Inizia nell'aprile 1958 la sua esperienza culturale più significativa, quella della rivista Questitalia - Bozze di politica e di cultura.
Tuttavia ancora negli anni Sessanta, anche come effetto delle sue vivaci battaglie pubbliche sui temi dello sviluppo dell'entroterra veneziano e della 3ª zona industriale, sarà chiamato dagli amici della sinistra DC per essere eletto consigliere comunale di Mira, come indipendente nelle file della stessa DC.

### Il politico
Il principale ruolo politico rivestito da Dorigo fu come pubblicista. Questitalia fu la sua più importante creatura: la rivista, che non volle mai qualificarsi come "cattolica", pur essendo animata da un gruppo di cattolici di notevole spessore, col tempo venne sempre più ad essere centrale nei temi della laicità nei rapporti tra Stato e Chiesa (con un'accentuata prospettiva anticoncordataria) e nella rivendicazione del diritto ad intervenire sulle questioni concernenti la comunità ecclesiale, contribuendo a contrastare ogni tentazione integralista all'interno dei gruppi cattolici nel periodo del Concilio Vaticano II e oltre.
La rivista cessa di essere pubblicata nel 1970 con il nº 150. Wladimiro Dorigo prosegue la sua attività nell'animazione dei gruppi spontanei cattolici inseriti nella Nuova Sinistra (di fatto è tra i precursori del '68), e nella redazione della rivista negli ultimi anni appaiono nomi poi impegnati appunto nella Nuova Sinistra, come Stefano e Marco Boato, Giorgio Sarto ed altri.
Negli anni Sessanta Dorigo stringe rapporti di intensa amicizia e collaborazione con pezzi importanti del mondo dissidente e critico, interno alla cristianità italiana, per esempio con Don Milani e poi con Don Callegari, che verrà imprigionato per tre anni in Brasile. In questo senso vanno letti i suoi rapporti con il mondo socialista e con i paesi decolonizzati, resi più agevoli in campo culturale dalla sua funzione di direttore del Festival del Teatro della Biennale. Conosce Giangiacomo Feltrinelli, con il quale stringe amicizia, che diventa il suo primo editore di rilievo, il che gli rende possibile anche uno scambio redazionale con le pubblicazioni della Cuba rivoluzionaria, e che, con altri apporti, farà di Questitalia una delle testate più autorevoli delle lotte di liberazione nei paesi colonizzati.
Nel 1974 partecipa in prima fila alla campagna, promossa dai Radicali per la difesa dell'istituto del divorzio (referendum del 12 maggio). Prosegue l'attività politica come consigliere comunale, poi come consigliere regionale indipendente nelle file del PCI. Dal 1957 al 1983 lavora presso l'Ente autonomo della Biennale di Venezia, sia come Capo Ufficio Stampa sia, dal 1972 al 1983, come Conservatore dell'Archivio Storico della Biennale (ASAC). Dal 1963 al 1972 dirige il Festival internazionale del teatro di prosa, e dal 1971 al 1973 è Vicecommissario straordinario della Biennale.
Tra le ultime apparizioni pubbliche, nel 2004, ha lanciato un appello per la scarcerazione del figlio Paolo Dorigo, detenuto in carcere per un attentato dimostrativo alla base USAF di Aviano (provincia di Pordenone), mentre questi portava avanti lo sciopero della fame per ottenere l'esecuzione di esami medici specialisti per dimostrare di aver subito "torture tecnologiche" da lui denunciate sin dal 2002 e successivamente ne è nato il rocambolesco Caso Dorigo.
Oltre che di Paolo, era il padre di Martino Dorigo, già deputato di Rifondazione Comunista per due legislature.

### Lo storico

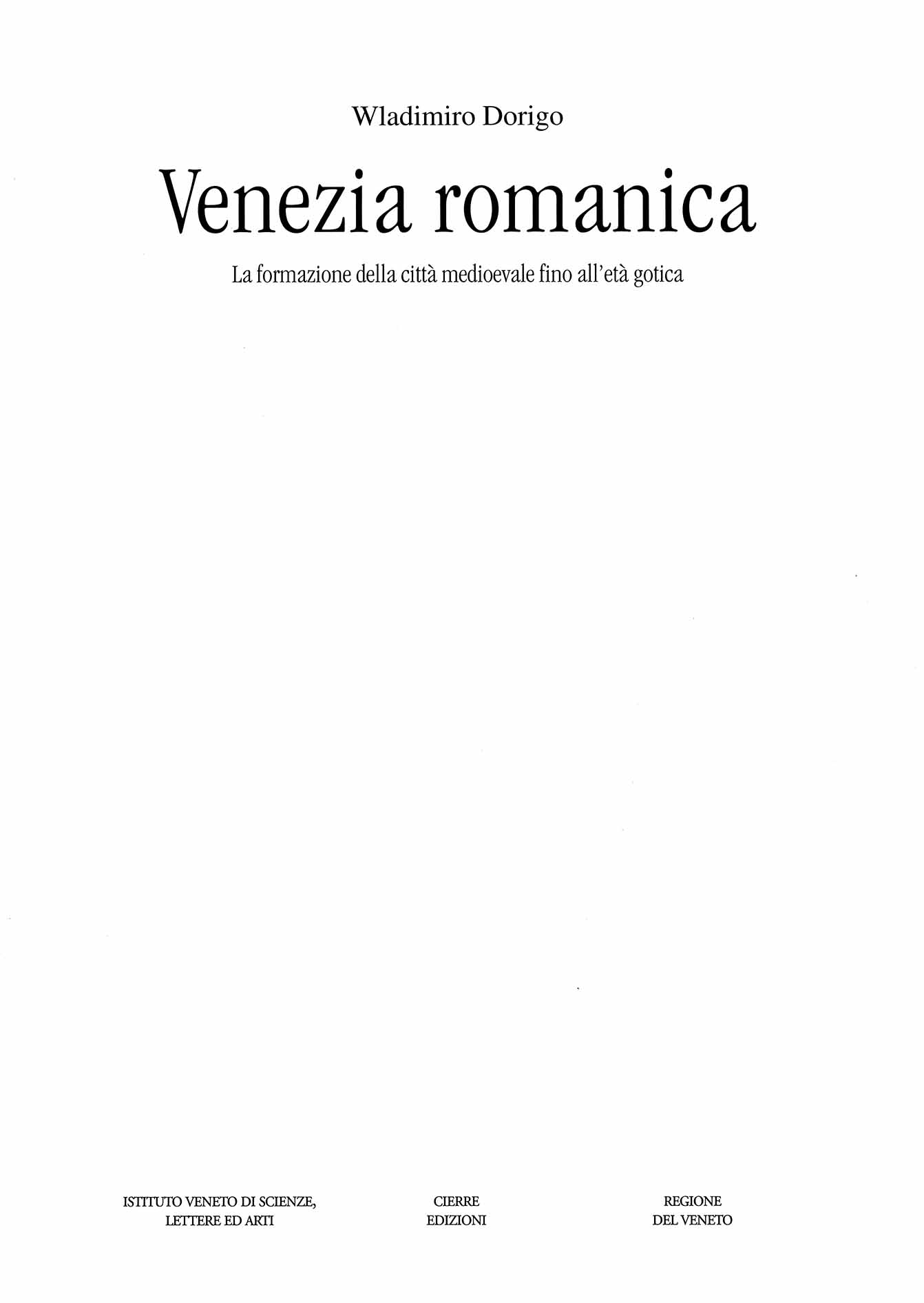
Venezia romanica, 2003

Dorigo è stato uno dei più insigni studiosi del Medioevo veneziano, con importanti ricerche e studi sulla forma della città lagunare, sui mosaici bizantini e romani, sull'architettura medievale di Jesolo e Aquileia. Le sue più importanti pubblicazioni di arte medioevale sono:
- Pittura tardoromana, Milano, Feltrinelli 1966;
- Venezia Origini, Milano, Electa 1983 (2 voll.);
- Venezie sepolte nella terra del Piave, Roma, Viella 1994;
- Venezia romanica, Venezia-Verona, Cierre-Istituto Veneto di Scienze Lettere e Arti 2003 (2 voll.).

Fu anche docente di Storia dell'arte medievale presso l'Università Ca' Foscari di Venezia, in cui, dal 1991 al 1994, ha diretto il Dipartimento di Storia e Critica delle Arti.
Ha fondato nel 1986, con Giuseppe Mazzariol, la rivista annuale del Dipartimento di Storia e Critica delle Arti (poi Dipartimento di Storia delle Arti e Conservazione dei Beni Artistici "G. Mazzariol"), intitolata Venezia Arti, che ha diretto fino alla sua scomparsa.
Fino a tutto il 2005 ha lavorato intensamente, in particolare relativamente alla ricerca su Sergio Bettini, il suo maestro all'Università di Padova, e alla predisposizione del corpus completo della scultura altomedievale delle diocesi veneziane (Cisam di Spoleto). Il 15 novembre 2005 è intervenuto al convegno L'opera di Sergio Bettini da lui organizzato. Il 15 dicembre 2005 gli è stata conferita la laurea ad honorem in Pianificazione urbanistica (IUAV, Ca' Tron) e in quell'occasione ha tenuto una lectio magistralis, sua ultima apparizione pubblica.

## Fondo librario Dorigo
Nel 2008, la biblioteca personale di Dorigo viene donata dai figli alla Biblioteca di Area Umanistica (BAUM) dell'Università Ca' Foscari Venezia. 

## Opere
- Wladimiro Dorigo, Pittura tardoromana, Milano, ed. Feltrinelli, 1966.
- Wladimiro Dorigo, Venezia Origini, Milano, ed. Electa, 1983 (2 voll.).
- Wladimiro Dorigo, Venezie sepolte nella terra del Piave, Roma, ed. Viella, 1994.
- Wladimiro Dorigo, Venezia romanica, Monumenta Veneta, Venezia, Istituto veneto di scienze lettere ed arti, 2003. URL consultato il 24 giugno 2015.